# Quatuor Zaïde
Constitué de quatre musiciennes françaises, le Quatuor Zaïde est un quatuor à cordes lauréat de plusieurs concours internationaux résidant à Paris et se produisant à travers le monde entier.

## Naissance
Fondé en 2009 par quatre étudiantes issues du CNSMDP, Charlotte Juillard et Pauline Fritsch au violon, Sarah Chenaf à l'alto et Juliette Salmona au violoncelle, le Quatuor Zaïde remporte après à peine un an de travail commun le Prix de la Presse, décerné à l'unanimité, du Concours international de Bordeaux. Cette première récompense assez inattendue de la part d'une phalange aussi récente place l'ensemble sous de bons auspices, et les quatre musiciennes décideront de consacrer les années suivantes de leur vie professionnelle à cette aventure artistique. A l'été 2014, Pauline Fritsch quitte  le quatuor. Elle est remplacée dans un premier temps par Leslie Boulin Raulet. En décembre 2017, Charlotte Juillard est remplacée par Charlotte Maclet, puis en 2023 Céline Tison remplace Sarah Chenaf. 

## Formation
Après deux ans en cycle de Master au CNSMDP, le Quatuor Zaïde se perfectionne auprès de Hatto Beyerle, altiste fondateur du Quatuor Alban Berg , et de Johannes Meissl, violoniste du Quatuor Artis.
En janvier 2012, c'est à Boston que le Quatuor Zaïde est sélectionné pour participer à un programme d'échange de ProQuartet CEMC au sein du New England Conservatory.
Durant l'année scolaire 2011/2012, les quatre musiciennes fréquentent un cursus de perfectionnement à la Musikhochschule de Vienne.

## Carrière
Le Quatuor Zaïde se produit à travers le monde entier, bénéficiant de nombreux mécénats, notamment celui de la fondation Singer-Polignac dont il est Artiste Associé. 
Le Quatuor Zaïde se produit dans les plus belles salles du monde : Wigmore Hall à Londres, Concertgebouw d'Amsterdam,  Cité interdite à Pékin, Jordan Hall à Boston, Théâtre des Champs Elysées et Cité de la musique à Paris… En mai 2012, on a pu entendre les musiciennes du Quatuor Zaïde se produire au Musikverein de Vienne dans le cadre des concerts de l'Institut Français de Vienne et en juin 2012, c'est la Philharmonie de Berlin qui célèbre le quatuor, diffusant le concert sur la chaîne de radio culturelle nationale. 

## Répertoire
Le Quatuor Zaïde ne s'est pas enfermé dans une époque ou un style. Il s'intéresse au contraire à l'ensemble du répertoire, des quatuors classiques jusqu'aux œuvres contemporaines, notamment celles de Iannis Xenakis, Wolfgang Rihm, et tout particulièrement Jonathan Harvey avec lequel il travaille.

## Partenaires
Le Quatuor Zaïde se produit avec de nombreux musiciens :
- les pianistes Martha Argerich, Lise de la Salle, Alexandre Tharaud, Bertrand Chamayou, Edna Stern, Jonas Vitaud
- les violoncellistes Xavier Philips, Bruno Delepelaire, Julian Steckel.

## Discographie
- Janacek, Quatuors n° 1 et 2, Martinu, Quatuor n° 5. CD NoMadMusic (2014)
- Haydn, 6 quatuors opus 50. CD NoMadMusic (2015)
- Franck, Quatuor, et Chausson, Chanson perpétuelle, avec Karine Deshayes et Jonas Vitaud. CD NoMadMusic (2017)
- Mozart, The Magic flute (arr.), K. 620, String quartet No. 14, K. 387. CD NoMadMusic
- Beethoven, Kreutzer sonata (arr.), String quartet No. 3, op. 18, avec Bruno Delepelaire. CD NoMadMusic
- No(s) Dames. Alcina, Amina, Carmen, Dalila, Eurydice, Manon, Maria, Norma, Salomé, Violetta, avec Théophile Alexandre. CD NoMadMusic
- Invisible. Fanny & Felix Mendelssohn, Clara & Robert Schumann. CD NoMadMusic

## Récompenses
- Mars 2012 : 5e Concours international Joseph Haydn, Vienne (Autriche)[5]

1er prix et 3 prix spéciaux (Meilleure interprétation d'une œuvre de Haydn)
- Septembre 2011 : Beijing International Music Competition, Beijing, Chine

1er prix 
- 2010 : Concours international de quatuors à cordes, Bordeaux, France

Prix de la presse internationale à l'unanimité 
- Concours international de quatuor à cordes de Banff, Canada

3e prix 
- Concours international Charles Hennen, Heerlen, Hollande

1er prix